# Collegiata di San Niccolò
La collegiata di San Niccolò è un edificio sacro situato a Sorano.

## Storia
La chiesa è ricordata per la prima volta nelle Decime del 1276 come suffraganea della pieve di San Nicola di Selvena. Intorno al 1290 vi lavorarono per conto della contessa Margherita di Monfort maestranze senesi. Nel 1509 divenne collegiata. Importanti ampliamenti e ristrutturazioni avvennero nella seconda metà del XVIII secolo. Recentemente, subito dopo la scomparsa di papa Giovanni Paolo II, grazie anche all'interessamento di Angelo Comastri, arciprete della Basilica Vaticana, nella collegiata di San Niccolò sono state esposte le vesti con la croce d'oro del papa stesso.

## Descrizione

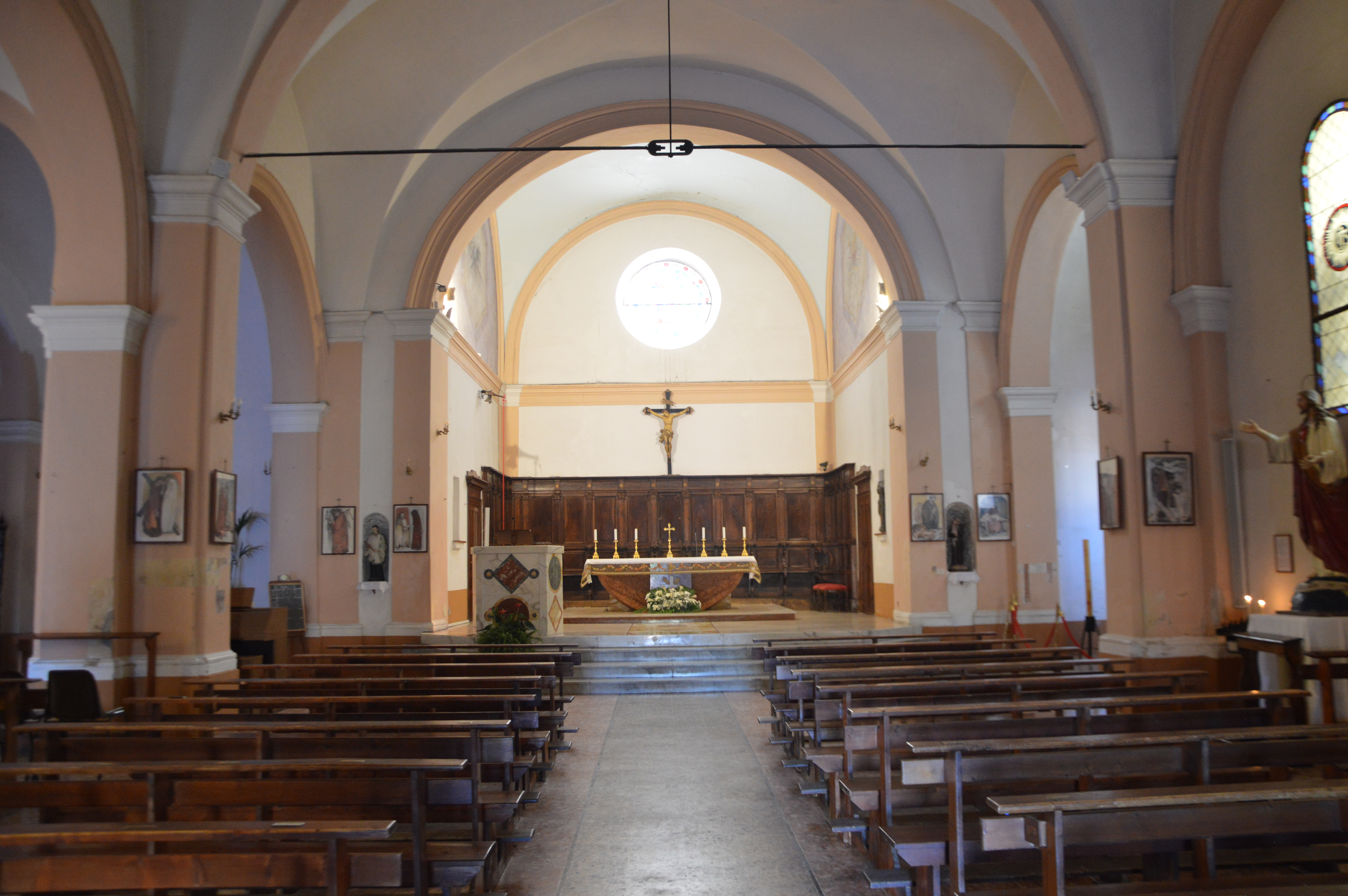
L'interno

Del primitivo impianto romanico rimane visibile solo la parte posteriore in filaretto con evidenti restauri e ampliamenti che hanno modificato la struttura originaria che oggi si presenta croce latina irregolare. La facciata, restaurata nel 2020, si presenta in forme classiche mentre l'interno è diviso in due navate, con quella destra insolitamente più ampia di quella sinistra.
All'interno, nel transetto sinistro, si conserva una tela con San Giuseppe di Pietro Aldi (XIX secolo).